# Zuidelijke Krabnevel
De Zuidelijke Krabnevel is een nevel in het sterrenbeeld Centaur. De nevel ontstond doordat twee sterren (een witte dwerg en een rode reus) een interactie met elkaar aangingen en daardoor een symbiotische dubbelster vormden. Deze witte dwerg trekt continu waterstof en zuurstof aan dat van de rode reus afkomstig is. Daarna blaast de witte dwerg het materiaal in twee richtingen de ruimte in. Dit veroorzaakt de zandlopervorm van de nevel. De nevel is 7000 lichtjaar van de Aarde verwijderd.